# أنغاراد ماسون
أنغاراد ماسون (بالإنجليزية: Angharad Mason) هي أخصائية العلاج الطبيعي ‏ بريطانية، ولدت في 14 مايو 1979 في بريدجند ‏ في المملكة المتحدة.

## روابط خارجية
- أنغاراد ماسون على موقع إحصائيات الدراجات الإحترافية (الإنجليزية)
- أنغاراد ماسون على موقع اتحاد ألعاب الكومنولث (مؤرشف) (الإنجليزية)